# Groasis Waterboxx
El Groasis Waterboxx és un dispositiu dissenyat per ajudar el creixement dels arbres en àrees seques. Va ser inventat i desenvolupat per Pieter Hoff un antic exportador de flors holandès, i va guanyar el premi de tecnologia verda de Popular Science de "El Millor de la Nova Innovació" de la concessió de l'any 2010.

## Fonament
Grans àrees al món són massa seques perquè sobrevisquin els arbres.
Encara que l'aigua pot estar present en el sòl, sovint està massa profunda per als arbres petits en l'inici del seu creixement perquè desenvolupin una estructura radicular per arribar a ella.
La tecnologia Groasis empra la Biomimesis per resoldre el problema del cultiu de plantes en els deserts, en àrees erosionades, terres ermes i en terrenys rocosos.
L'objectiu d'aquesta tecnologia és poder replantar aquestes zones, restaurar la coberta vegetal i fer-los productius amb arbres fruiters i hortalisses.

## Disseny

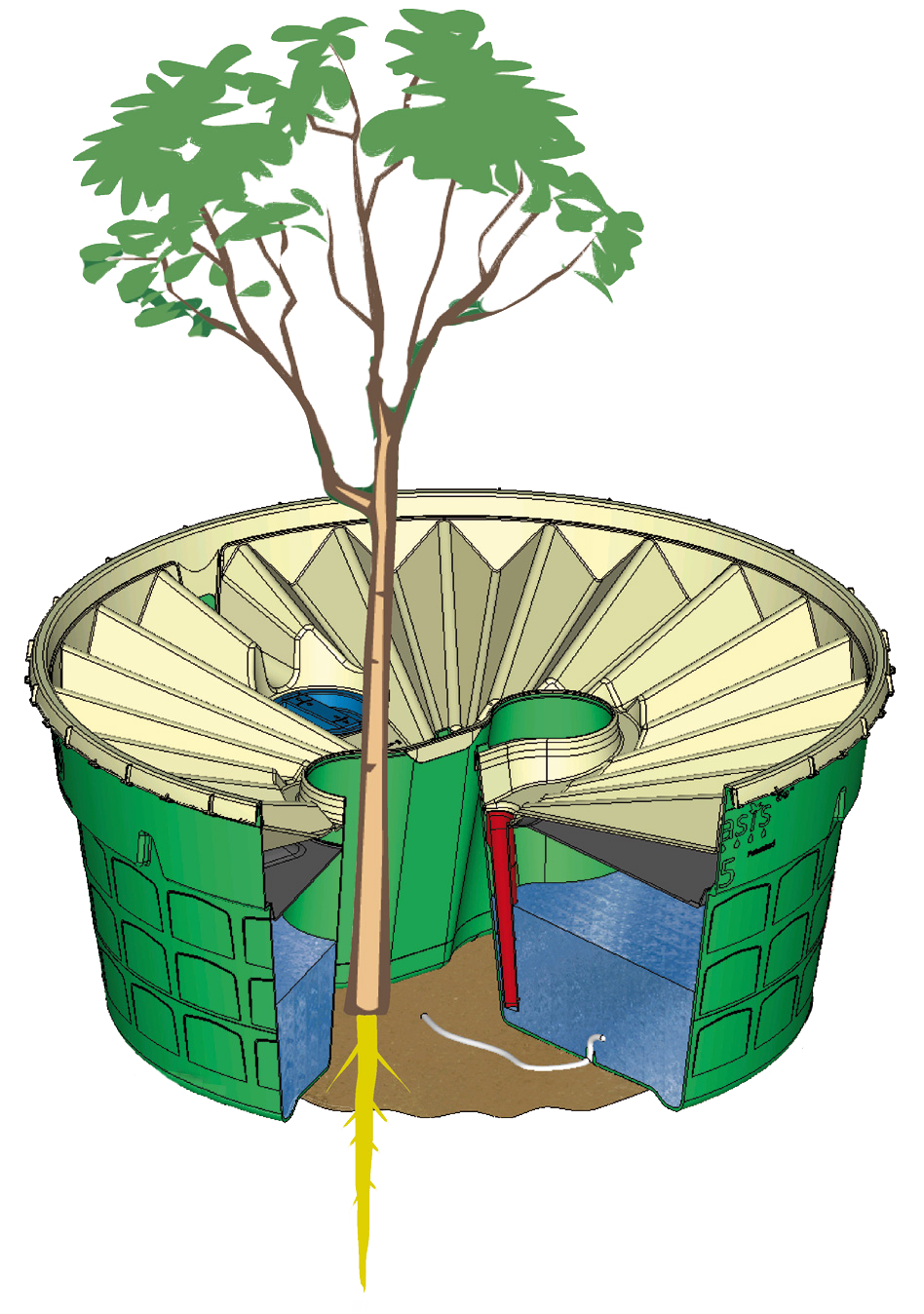
Creixement de la planta regada pel Groasis Waterboxx

El "Groasis" és un galleda de polipropilè amb una tapa en la part superior i amb una metxa en contacte amb el terreny en la inferior. Té un túnel vertical en el mitjà per a dues plantes. Una metxa permet que l'aigua de l'interior de la caixa pugui degotar en el sòl a través de capil·laritat. Els forats del dispositiu proporcionen a les llavors la possibilitat de germinació aïllant-les a un temps del consum per les aus i de l'efecte abrasador del sol.
La tapa de la caixa està coberta per petits ressaltis amb superfícies nano-estructurades micro superhidrófobas, que creen un efecte lotus a causa d'una superfície super-hidrofòbica. La tapa serveix per canalitzar la més mínima quantitat d'aigua per sifons en el dipòsit central de la caixa.
El producte funciona com una incubadora de plantes, per albergar tant una nova plantació de plançons com per protegir el sòl d'al voltant de la calor abrasador del sol, mentre que té un subministrament constant d'aigua per a la planta segons ho va requerint ella mateixa. La tapa recull l'aigua de la pluja i la condensació de la rosada de la nit, que després s'emmagatzema en la galleda.
Les petites quantitats comunicades del dipòsit ple d'aigua (al voltant de 50 ml per dia) en el sòl per una metxa per regar l'arbre i per fomentar en l'arbre el desenvolupament d'una estructura d'arrels.
La caixa actua com un escut protector per a l'aigua superficial en el sòl, i aquesta aigua després s'estén cap avall i cap a fora en comptes de ser arrossegat en la superfície i que s'evapori. Tant la temperatura com la humitat per sota i dins de la caixa durant la nit i el dia es troben més estables que sense la caixa.
A partir de 2010, el desenvolupament ha tingut 7 anys a un cost $ 7,1 milions.

## Instal·lació
L'ús de la caixa implica inicialment l'excavació d'un forat en el sòl per una persona o una màquina.
Se sembren en el forat d'una a tres plantes, i es col·loca un panell de cartró al voltant de les plantes per evitar que unes altres plantes competidores desenvolupin les seves llavors en aquest espai.
A les zones seques, la terra al voltant de les plantes s'inocula amb micorriza per alliberar els nutrients en el sòl que d'una altra manera seria inaccessible químicament a les plantes en creixement.
S'insereix una metxa en la part inferior de la Groasis que es baixa llavors sobre les plantes quedant en contacte amb el terreny i s'omple amb aigua.
En la part superior de la caixa té dues tapes, en una l'embut de l'aigua de pluja o de la rosada i l'altra el tap del dipòsit de l'aigua de la tapa superior.

## Proves
La caixa ha estat provada durant 3 anys a la Universitat Mohamed Primer del Marroc on gairebé el 90% de les plantes van sobreviure amb la caixa en comparació del 10% sense ella de les plantacions testimoni.
A part dels projectes a les zones àrides càlides, la caixa està sent provat en cellers i en regions fredes de muntanya.
El dispositiu també s'utilitza per conrear arbres amb requeriments d'aigua a les regions temperades, incloent la sembra de la sequoia geganta (Sequoiadendron giganteum) a la regió dels Grans Lagos.
A Espanya el "Groasis" s'utilitza en l'ambiciós projecte "Els Deserts Verds" que es tracta d'un projecte de reforestació amb la participació i monitoreo de la Universitat de Valladolid i el suport del programa "Life+" de la Unió Europea en 63 hectàrees en 5 diferents províncies d'Espanya (Valladolid, Lleó, Zamora, Saragossa i Barcelona). Totes les zones incloses en el projecte són diferents en raó de les seves: clima, tipus de sòl, altura, ús actual (terrenys incults, escombrera, àrea d'esquí, bosc cremat, agricultura) i arbres autòctons. L'element comú per a totes és que són molt seques, fins a àrides.